# عرق (آلبوم حادیثه)
عرق (به انگلیسی: Sweat) آلبومی از حادیثه است.